# AMC Eagle
AMC Eagle – samochód osobowy typu crossover klasy średniej produkowany pod amerykańską marką AMC w latach 1979–1987 oraz amerykańską marką Eagle jako Eagle Wagon w latach 1987–1988.

## Historia i opis modelu

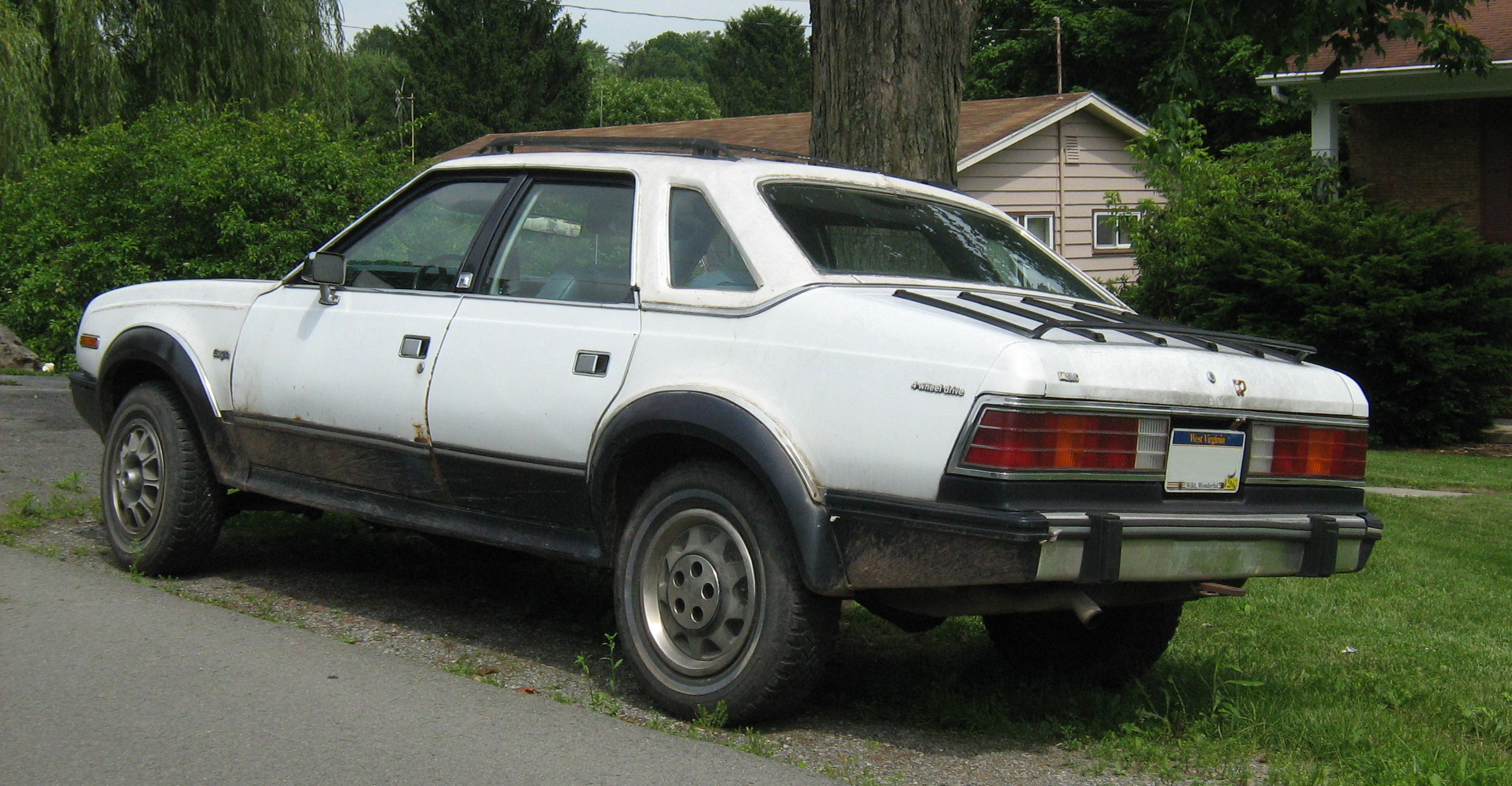
AMC Eagle - tył

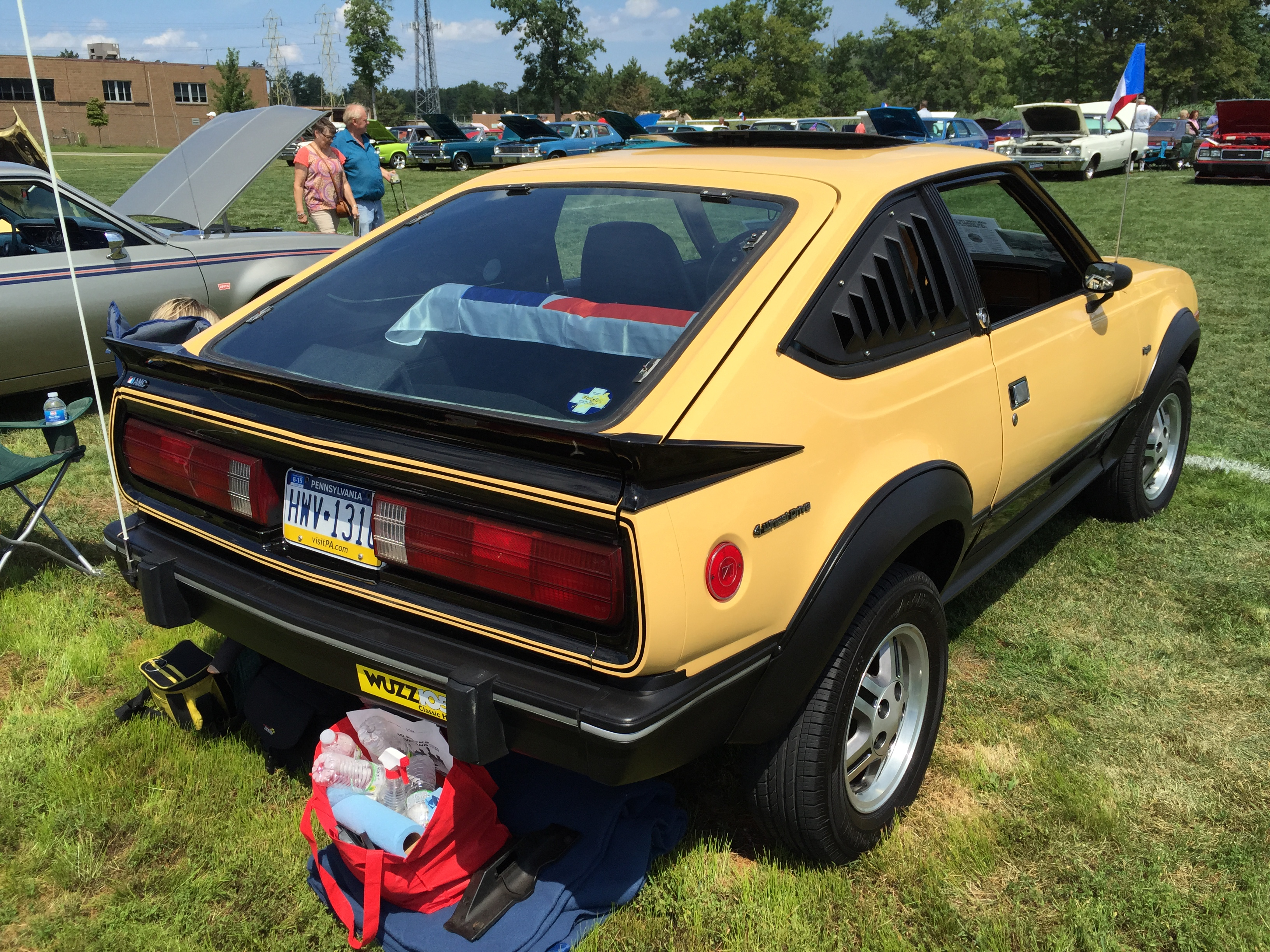
AMC Eagle SX/4

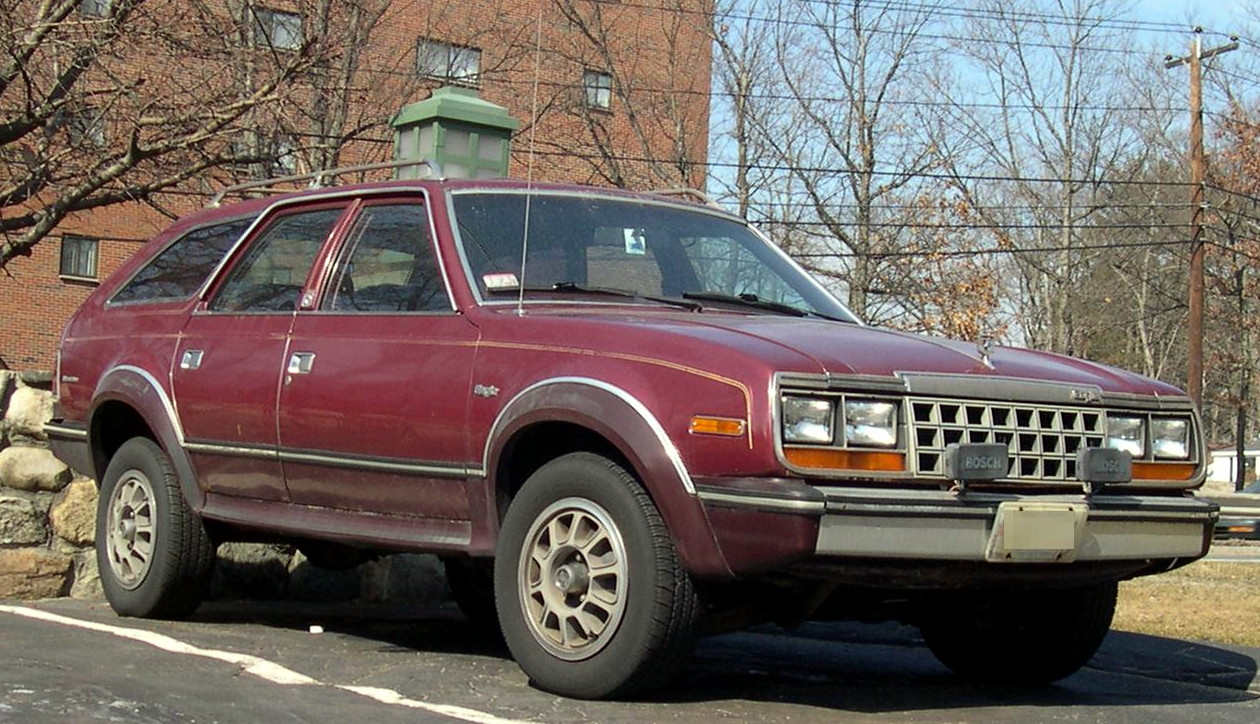
Eagle Wagon

Latem 1979 roku AMC przedstawiło nietypowe połączenie koncepcji samochodu osobowego z cechami pojazdu terenowego, tworząc jeden z prekursorów odmiany pojazdów crossover.
Samochód opracowany został jako pokrewna konstrukcja względem ostatniej serii nowych modeli AMC: Concord oraz Spirit, podobnie jak one wyróżniając się pasem przednim utrzymanym w kanciastych kształtach na czele z błotnikami, reflektorami oraz zderzakami. Cechą wyróżniającą było wysoko zawieszone nadwozie z dużymi kołami i prześwitem.
AMC Eagle powstało jako model kierowany do obszernego grona konsumentów, co przekładało się na zróżnicowaną gamę wersji nadwoziowych. Samochód dostępny było jako 3-drzwiowe coupé SX/4,  3-drzwiowy hatchback Kamaback, 4-drzwiowy sedan oraz 5-drzwiowe kombi Wagon.
Do napędu używano silników R4 i R6. Moc przenoszona była na obie osie poprzez 3-biegową automatyczną bądź 4- lub 5-biegową manualną skrzynię biegów.

### Zmiana nazwy
Po tym, jak w 1987 roku koncern Chrysler kupił koncern AMC, zdecydował się on utworzyć w jej miejsce nową o nazwie Eagle.
Pierwszym modelem oferowanym pod nią został model AMC Eagle, który zdecydowano się produkować wyłącznie w wersji kombi przez kolejne kilka miesięcy aż do początku 1988 roku jako Eagle Wagon. Następnie produkcję zakończono na rzecz nowszych konstrukcji.

### Silniki
- L4 2.5l AMC
- L4 2.5l Iron Duke
- L6 4.2l AMC
- L6 3.6l Turbo-Diesel

### Dane techniczne (R4 2.5)
- R4 2,5 l (2475 cm³), 2 zawory na cylinder, OHV
- Układ zasilania: gaźnik
- Średnica cylindra × skok tłoka: 101,60 mm × 76,20 mm
- Stopień sprężania: 8,3:1
- Moc maksymalna: 83 KM (61 kW) przy 3800 obr./min
- Maksymalny moment obrotowy: 170 N•m przy 2600 obr./min
- Maksymalna prędkość obrotowa silnika: 4600 obr./min
- Przyspieszenie 0-100 km/h: b/d
- Prędkość maksymalna: 136 km/h